# Elias Howe
Elias Howe   (Spencer, 9 de juliol de 1819 - Brooklyn, 3 de gener de 1866), va ser un inventor estatunidenc. Va inventar una màquina de cosir que va ajudar a revolucionar la manufactura de peces de vestir a la fàbrica i a la llar.

## Biografia
Elias Howe Jr. va néixer el 9 de juliol de 1819, fill del Dr. Elias Howe Sr (1792–1867) i Polly (Bemis) Howe (1791–1871) a Spencer, Massachusetts. Howe va passar la seva infància i els primers anys d'adult a Massachusetts, on va ser aprenent en una fàbrica tèxtil a Lowell a partir del 1835. Després del tancament de molins a causa del pànic de 1837, es va traslladar a Cambridge, Massachusetts, per treballar com a mecànic amb maquinària de cardar, fent d'aprenent juntament amb el seu cosí Nathaniel P. Banks. A principis de 1838, va ser aprenent a la botiga d'Ari Davis, un mestre mecànic de Cambridge especialitzat en la fabricació i reparació de cronòmetres i altres instruments de precisió. Va ser al servei de Davis que Howe va agafar la idea de la màquina de cosir.
Es va casar amb Elizabeth Jennings Ames, filla de Simon Ames i Jane B. Ames, el 3 de març de 1841, a Cambridge. Van tenir tres fills: Jane Robinson Howe (1842–1912), Simon Ames Howe (1844–1883) i Julia Maria Howe (1846–1869). Després es va casar amb Rose Halladay.

## La màquina de cosir de Howe
Howe no va ser el primer a concebre la idea d'una màquina de cosir. Moltes altres persones havien formulat la idea d'aquesta màquina abans que ell, una ja el 1790, i algunes fins i tot havien patentat els seus dissenys i produït màquines de treball, en un cas almenys 80 d'elles. No obstant això, Howe va originar millores significatives en els conceptes de disseny dels seus predecessors i, el 10 de setembre de 1846, se li va concedir la primera patent dels Estats Units (Patent dels Estats Units 4.750) per a una màquina de cosir amb un disseny de punt de bloqueig. La seva màquina contenia les tres característiques essencials comunes a les màquines més modernes: una agulla amb l'ull a la punta, una llançadora que treballava sota la roba per formar la puntada de tancament i una alimentació automàtica.
Tot i obtenir la seva patent, Howe va tenir dificultats considerables per trobar inversors als Estats Units per finançar la producció del seu invent, de manera que el seu germà gran Amasa Bemis Howe va viatjar a Anglaterra l'octubre de 1846 per buscar finançament. Amasa va poder vendre la seva primera màquina per 250 lliures a William Thomas de Cheapside, Londres, que posseïa una fàbrica per a la fabricació de cotilles, paraigües i valisses. Elias i la seva família es van unir a Amasa a Londres el 1848, però després de disputes comercials amb Thomas i la manca de salut de la seva dona, Howe va tornar gairebé sense diners als Estats Units. La seva dona Elizabeth, que va retornar abans als Estats Units, va morir a Cambridge (Massachusetts) poc després del seu retorn el 1849.
Tot i els seus esforços per vendre la seva màquina, altres empresaris van començar a fabricar màquines de cosir. Howe es va veure obligat a defensar la seva patent en un cas judicial que va durar del 1849 al 1854 perquè va trobar que Isaac Singer amb la col·laboració de Walter Hunt havia perfeccionat la seva màquina i la venia amb el mateix punt de bloqueig que Howe havia inventat i patentat. Va guanyar la disputa i va guanyar royalties considerables de Singer i altres fabricants per les vendes del seu invent.
Howe va aportar gran part dels diners que va guanyar en subministrar equipament per al 17è Regiment d’Infanteria de Connecticut durant la Guerra Civil, en el qual Howe havia servit a la Companyia D. A causa de la seva vacil·lant salut, va fer tasques lleugeres, sovint es veia caminant amb l'ajut del seu shillelagh, va assumir la posició d'encarregat de correus del regiment dedicant el seu temps a desplaçar-se a Baltimore amb notícies de guerra. S'havia allistat el 14 d’agost de 1862 i va deixar l'exèrcit el 19 de juliol de 1865.
Un relat possiblement apòcrif de com se li va tenir lloc la idea de col·locar l'ull de l'agulla al punt està registrat en una història familiar de la família de la seva mare:
| « | Gairebé va suplicar abans de descobrir on s'havia d'ubicar l'ull de l'agulla de la màquina de cosir. És probable que hi hagi molt poca gent que sàpiga com va sorgir. La seva idea original era seguir el model de l'agulla normal i tenir l'ull al taló. Mai se li va ocórrer que s'hauria de col·locar a prop del punt, i podria haver fracassat del tot si no hagués somiat que estava construint una màquina de cosir per a un rei salvatge en un país estrany. Igual que en la seva experiència laboral real, estava perplex sobre l'ull de l'agulla. Pensava que el rei li donava vint-i-quatre hores per completar la màquina i fer-la cosir. Si no s'acabava en aquell temps, la mort havia de ser el càstig. Howe va treballar i va treballar, i es va desconcertar, i finalment va renunciar. Aleshores va pensar que el treien per executar-lo. Va notar que els guerrers portaven llances que estaven perforades prop del cap. A l'instant li va arribar la solució, i mentre l'inventor demanava temps, es va despertar. Eren les 4 de la matinada. Va saltar del llit, va córrer cap al seu taller i, a les 9, una agulla amb un ull a la punta havia estat modelada de manera tosca. Després d'això va ser fàcil. Aquesta és la història real d'un incident important en la invenció de la màquina de cosir. | » |

## Participació en l'invent de la cremallera
Howe va rebre una patent el 1851 per a un "tancament de roba automàtic i continu". Potser a causa de l'èxit de la seva màquina de cosir, no va intentar comercialitzar-la seriosament, perdent el reconeixement que d'altra manera hauria rebut.

## Vida adulta i llegat

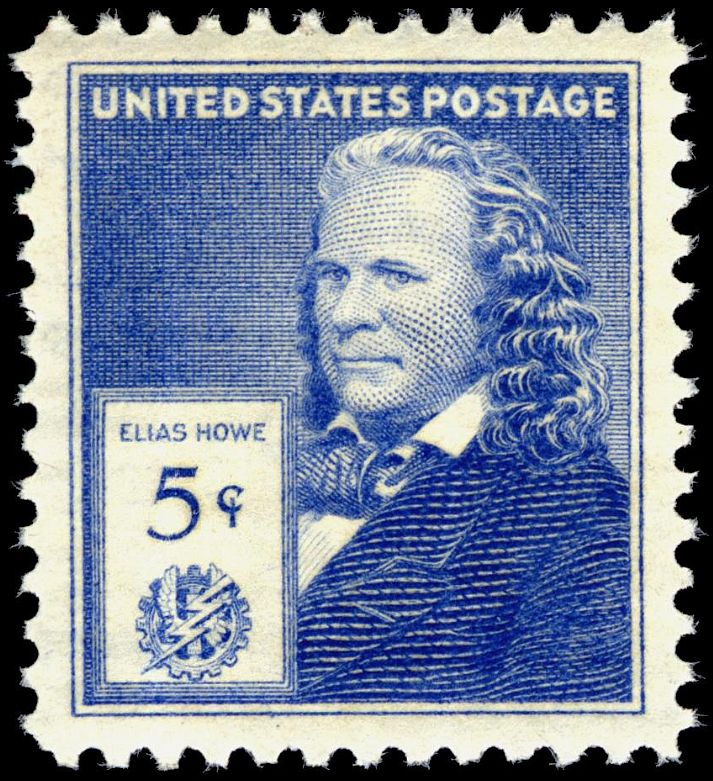
Howe commemorative, número de 1940

Entre 1854 i 1871/72, el germà gran d'Elias, Amasa Bemis Howe (mort el 1868), i més tard el seu fill Benjamin Porter Howe, van ser propietaris i operatius d'una fàbrica a la ciutat de Nova York, produint màquines de cosir sota el nom de Howe Sewing Machine Co., que va guanyar una medalla d'or a l'Exposició de Londres de 1862. Entre 1865 i 1867, el mateix Elias va establir The Howe Machine Co. a Bridgeport, Connecticut, que va ser operada pels gendres d'Elias, els Stockwell Brothers, fins al voltant de 1886. La màquina de cosir d'Elias Howe va guanyar una medalla d'or a l'Exposició de París de 1867, i aquest mateix any va rebre la Legió d'Honor de Napoleó III pel seu invent. El 1873, Benjamin P. Howe va vendre la fàbrica i el nom de Howe Sewing Machine Co. a Howe Machine Co., que va fusionar les dues empreses.
Elias Howe va morir als 48 anys, el 3 d'octubre de 1867, de gota i un coàgul de sang massiu. Va ser enterrat al cementiri Green-Wood de Brooklyn, Nova York. La seva segona esposa, Rose Halladay, que va morir el 10 d'octubre de 1890, està enterrada amb ell. Tant Singer com Howe eren multimilionaris.
El pare de Howe va morir dos mesos després, el 28 de desembre de 1867, un dia després del seu 75è aniversari.
Howe va ser commemorat amb un segell de 5 cèntims a la sèrie Famous American Inventors emesa el 14 d'octubre de 1940.
La pel·lícula dels Beatles de 1965 Help! està dedicat a la seva memòria.
El 2004 va ser inclòs al Saló de la Fama dels Inventors Nacionals dels Estats Units.

## Genealogia
Howe era descendent de John Howe (1602–1680) que va arribar a la colònia de la badia de Massachusetts el 1630 des de Brinklow, Warwickshire, Anglaterra, i es va establir a Sudbury, Massachusetts. Howe també era descendent d’Edmund Rice, un altre immigrant primerenc de la badia de Massachusetts.